# Escañuela

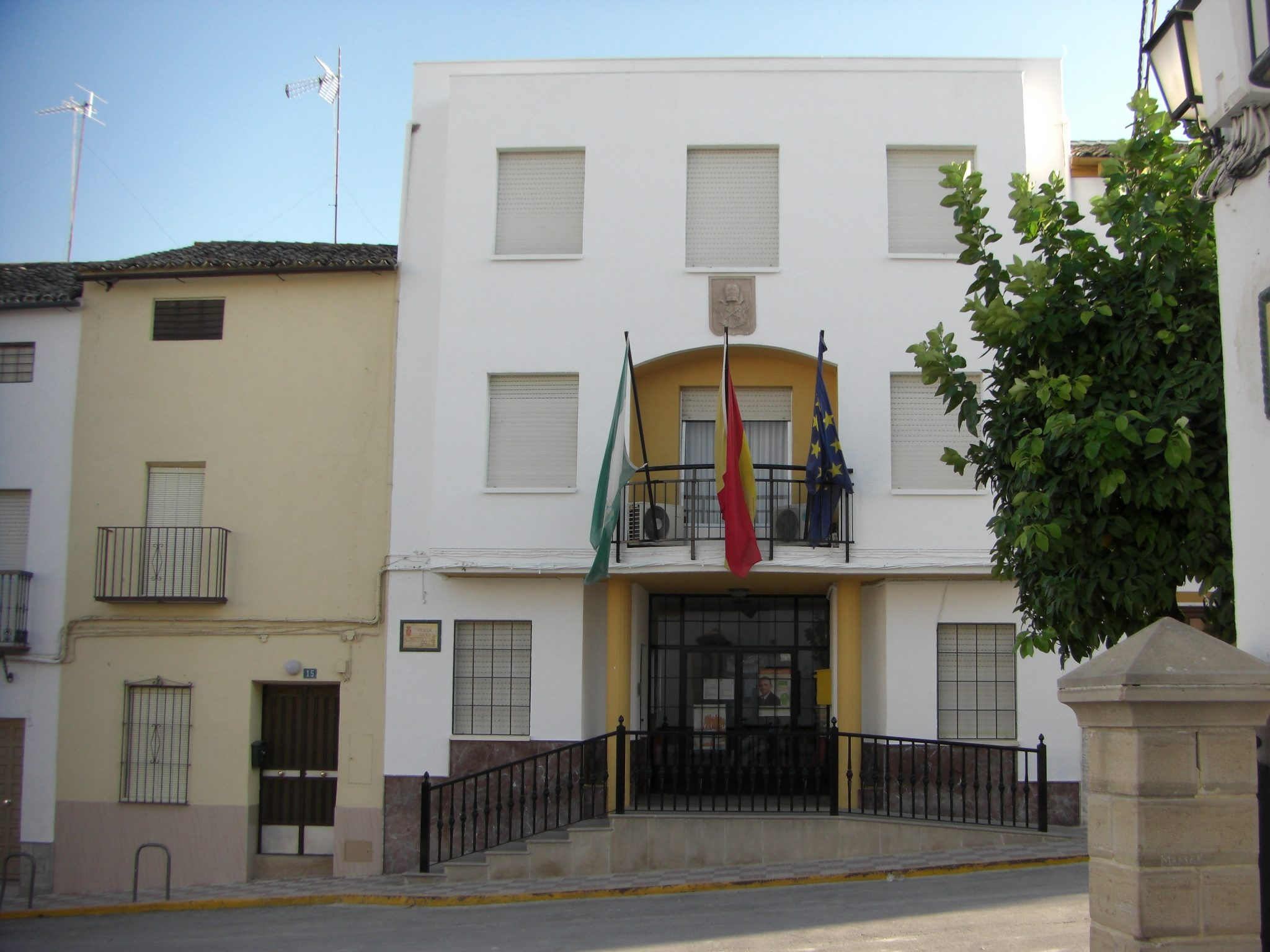
Ayuntamiento de Escañuela

Escañuela es una localidad y municipio
español de la provincia de Jaén, comunidad autónoma de Andalucía. El pueblo se encuentra en la comarca de la Campiña de Jaén, rodeado de olivos. Existen varias industrias, principalmente almazaras y empresas del sector de la construcción.

## Demografía
Cuenta con una población de 902 habitantes (INE 2024).
| Gráfica de evolución demográfica de Escañuela entre 1842 y 2021                                                       |
| |
| Población de derecho según los censos de población del INE. Población de hecho según los censos de población del INE. |

## Economía

### Evolución de la deuda viva municipal
El concepto de deuda viva contempla sólo las deudas con cajas y bancos relativas a créditos financieros, valores de renta fija y préstamos o créditos transferidos a terceros, excluyéndose, por tanto, la deuda comercial.
| Gráfica de evolución de la deuda viva del Ayuntamiento de Escañuela entre 2008 y 2023                |
| |
| Deuda viva del Ayuntamiento de Escañuela, en miles de euros, según datos del Ministerio de Hacienda. |

## Administración y política

### Elecciones municipales
| Elecciones municipales desde 1979                      |      |      |      |      |      |      |      |      |      |      |      |      |
|                                                        | 1979 | 1983 | 1987 | 1991 | 1995 | 1999 | 2003 | 2007 | 2011 | 2015 | 2019 | 2023 |
| PSOE                                                   | 2    | 5    | 6    | 7    | 6    | 6    | 5    | 7    | 6    | 7    | 7    | 7    |
| AP/PP                                                  | -    | -    | 3    | 1    | 1    | 1    | 1    | -    | 1    | 0    | 0    | 0    |
| VOX                                                    | -    | -    | -    | -    | -    | -    | -    | -    | -    | -    | -    | 0    |
| PCE/IU                                                 | 0    | 0    | 0    | 1    | 2    | 0    | 1    | -    | 0    | 0    | -    | -    |
| UCD/CDS                                                | 7    | -    | 0    | -    | -    | -    | -    | -    | -    | -    | -    | -    |
| IND                                                    | -    | 4    | -    | -    | -    | -    | -    | -    | -    | -    | -    | -    |
| ORT                                                    | 0    | -    | -    | -    | -    | -    | -    | -    | -    | -    | -    | -    |
| PTA                                                    | 0    | -    | -    | -    | -    | -    | -    | -    | -    | -    | -    | -    |
| PA                                                     | -    | -    | -    | 0    | -    | -    | -    | -    | -    | -    | -    | -    |
| En negrilla el partido más votado                      |      |      |      |      |      |      |      |      |      |      |      |      |
| Fuente: Datos de las elecciones municipales desde 1979 |      |      |      |      |      |      |      |      |      |      |      |      |

### Alcaldía
| Periodo   | Nombre                             | Partido |
| --------- | ---------------------------------- | ------- |
| 1979-1983 | Francisco Fernández Jiménez        | UCD     |
| 1983-1987 | Pedro Espinosa Cuesta              | PSOE    |
| 1987-1991 | Heliodoro Pérez Jiménez            | PSOE    |
| 1991-1995 | Heliodoro Pérez Jiménez            | PSOE    |
| 1995-1999 | Francisco Javier Sabalete Pancorbo | PSOE    |
| 1999-2003 | Francisco Javier Sabalete Pancorbo | PSOE    |
| 2003-2007 | Francisco Javier Sabalete Pancorbo | PSOE    |
| 2007-2011 | Francisco Javier Sabalete Pancorbo | PSOE    |
| 2011-2015 | Francisco Javier Sabalete Pancorbo | PSOE    |
| 2015-2019 | Francisco Javier Sabalete Pancorbo | PSOE    |
| 2019-2023 | Francisco Javier Sabalete Pancorbo | PSOE    |
| 2023-act. | Ana María Fernández Extremera      | PSOE    |